# Blockwerk
Il blockwerk era un antico strumento musicale.

## Storia
Il blockwerk era un antico organo privo di registri, nel quale tutte le canne suonavano insieme contemporaneamente. Ogni tasto, dunque, faceva suonare tutte le file delle canne, che potevano andare da sette file fino a novanta. Si trattava, sostanzialmente, di grossi insiemi di misture, con canne prevalentemente in metallo accordate per ottave e per quinte (occasionalmente erano presenti anche canne da 32'). Nel tardo medioevo gli strumenti inclusero anche canne di tromba e di bordone.
Le prime notizie circa l'esistenza del blockwerk provengono da un testo di Wulfstan di Winchester, che, intorno all'anno 1000, descrisse, probabilmente esagerando, un blockwerk da quattrocento canne. Hanoch Avenary colloca alcuni blockwerk con misture di quinte intorno all'XI secolo, mentre Rudolf Quoika cita tre file di ottave non separabili nell'organo della cattedrale di Frisinga, nel XII secolo. Il Glossarium Salomonis del 1245 di Conrad von Scheyern parla di un blockwerk con sei file di canne.
Michael Praetorius, nel suo Syntagma musicum del 1619, descrisse il blockwerk di Halberstadt, realizzato fra il 1357 ed il 1361, ed un trattato del 1440 di Henri Arnaut da Zwolle parla del blockwerk della cattedrale di Digione, costruito nel 1350. Secondo questo trattato, esistevano anche blockwerk nei quali era possibile suonare le canne del principale autonomamente dalle altre canne.
Nessun blockwerk è giunto intatto fino al XXI secolo.